# イギリス組曲 (バッハ)
イギリス組曲（イギリスくみきょく）BWV 806-811（Englische Suiten BWV 806-811）は、ヨハン・ゼバスティアン・バッハが作曲したクラヴィーアのための曲集。

## 概要
全部で6つの組曲からなり、それぞれの組曲は前奏曲・アルマンド・クーラント・サラバンド・メヌエット・ジーグなどで構成されている。
ケーテン時代の1710年代末頃に成立、1725年頃までに推敲が終了した。第1組曲の初稿（BWV 806a）の成立時期はヴァイマル時代の1712年頃にまで遡る。20世紀半ばまではフランス組曲以後の作品と考えられていたが、7つのトッカータ（1707-13年）と同様、バッハのクラヴィーア曲集としては初期の、特に組曲としては最初期の作品にあたる。自筆譜は第3組曲第1曲第181-187小節の7小節しか残っていない。
名称の由来は確実ではない。「ある高貴なイギリス人のために書かれた」ためにイギリス組曲と呼ばれるようになったという伝記作家ヨハン・ニコラウス・フォルケル（Johan Nicolaus Forkel, 1749-1818）の報告が有名である。他に、ヨハン・クリスティアン・バッハが伝承した筆写譜の第1組曲（BWV 806）の表題には「イギリス人のために作曲」（pour les Anglois）の一文がある。イギリス組曲の校訂者デーンハルトは、今日伝わっている大半の筆写譜の大譜表の音部記号の組み合わせが、従来バッハが用いていた「ドイツ式」ではなく「イギリス式」（今日と同じヴァイオリン記号、バス記号）であることが、伝承の真実性を示唆するとともに、名称の由来になったと推測している。
作品はロンドンで活躍したフランス人作曲家デュパール（Charles Dieupart, 1667?-1740）の「クラヴサンのための6つの組曲（Six Suittes de clavessin）」（1701年）の影響を受けている。デュパールはコンセール的なジャンルであった「フランス風序曲（ouverture）」をクラヴィーア組曲（古典組曲）の導入楽章に組み込んだパイオニアの一人でもあった。第1組曲プレリュードの主題は、デュパールの組曲（第1組曲イ長調ジーグ）のモチーフの引用である。

## 作品

### 特徴
巨大な導入楽章（プレリュード）を持つ。演奏も困難でなく優雅なものが多いフランス組曲とは対照的に、求められる演奏技術が高く、長大な形式美を誇っている。またこちらは同じ名の舞曲を1曲と数えて各6曲構成で統一されているのも相違点。チェンバロなどの古楽器やモダンピアノでも頻繁に演奏されるほか、アコーディオンなどによっても取り上げられている。

### 第1番イ長調BWV 806
短調作品が第2・第3・第5・第6番とある中でヘ長調の第4番とともに明るい曲想。
1. プレリュード （Prélude）
2. アルマンド （Allemande）
3. クーラントI （Courante I）
4. クーラントIIと2つのドゥーブル（変奏） （Courante II avec deux Doubles）
5. サラバンド （Sarabande）
6. ブレーI （Bourrée I）
7. ブレーII （Bourrée II） ブレーIのトリオとして演奏する。以下同じ。
8. ジーグ （Gigue）

### 第2番イ短調BWV 807
1. プレリュード （Prélude）
2. アルマンド （Allemande）
3. クーラント （Courante）
4. サラバンド、同じサラバンドの装飾 （Sarabande, Les agrements de la meme Sarabande）
5. ブレーI アルテルナティヴマン （Bourrée I alternativement）
6. ブレーII （Bourrée II）
7. ジーグ （Gigue）

### 第3番ト短調BWV 808
ガヴォットが有名。
1. プレリュード （Prélude）
2. アルマンド （Allemande）
3. クーラント （Courante）
4. サラバンド、同じサラバンドの装飾 （Sarabande, Les agrements de la meme Sarabande）
5. ガヴォットI アルテルナティヴマン （Gavotte I alternativement）
6. ガヴォットIIまたはミュゼット （Gavotte II ou la Musette）
7. ジーグ （Gigue）

### 第4番ヘ長調BWV 809
1. プレリュード （Prélude）
2. アルマンド （Allemande）
3. クーラント （Courante）
4. サラバンド （Sarabande）
5. メヌエットI （Menuet I）
6. メヌエットII （Menuet II）
7. ジーグ （Gigue）

### 第5番ホ短調BWV 810
1. プレリュード （Prélude）
2. アルマンド （Allemande）
3. クーラント （Courante）
4. サラバンド （Sarabande）
5. ロンドーによるパスピエI（Passpied I en Rondeau）
6. パスピエII（Passpied II）
7. ジーグ （Gigue）

### 第6番ニ短調BWV 811
ガヴォットが有名。
1. プレリュード （Prélude）
2. アルマンド （Allemande）
3. クーラント （Courante）
4. サラバンドとドゥーブル （Sarabande, Double）
5. ガヴォットI （Gavotte I）
6. ガヴォットIIまたはミュゼット （Gavotte II ou la Musette）
7. ジーグ （Gigue）